# Ézéchiel Moreno y Díaz
Pour les articles homonymes, voir Ézéchiel (homonymie).
Ézéchiel Moreno y Díaz (Alfaro, 9 avril 1848 - Monteagudo, 19 août 1906) est un augustin récollet espagnol, missionnaire aux Philippines et en Colombie, puis évêque de Pasto en 1895. Canonisé par Jean-Paul II le 11 octobre 1992, il est liturgiquement commémoré le 19 août.

## Biographie

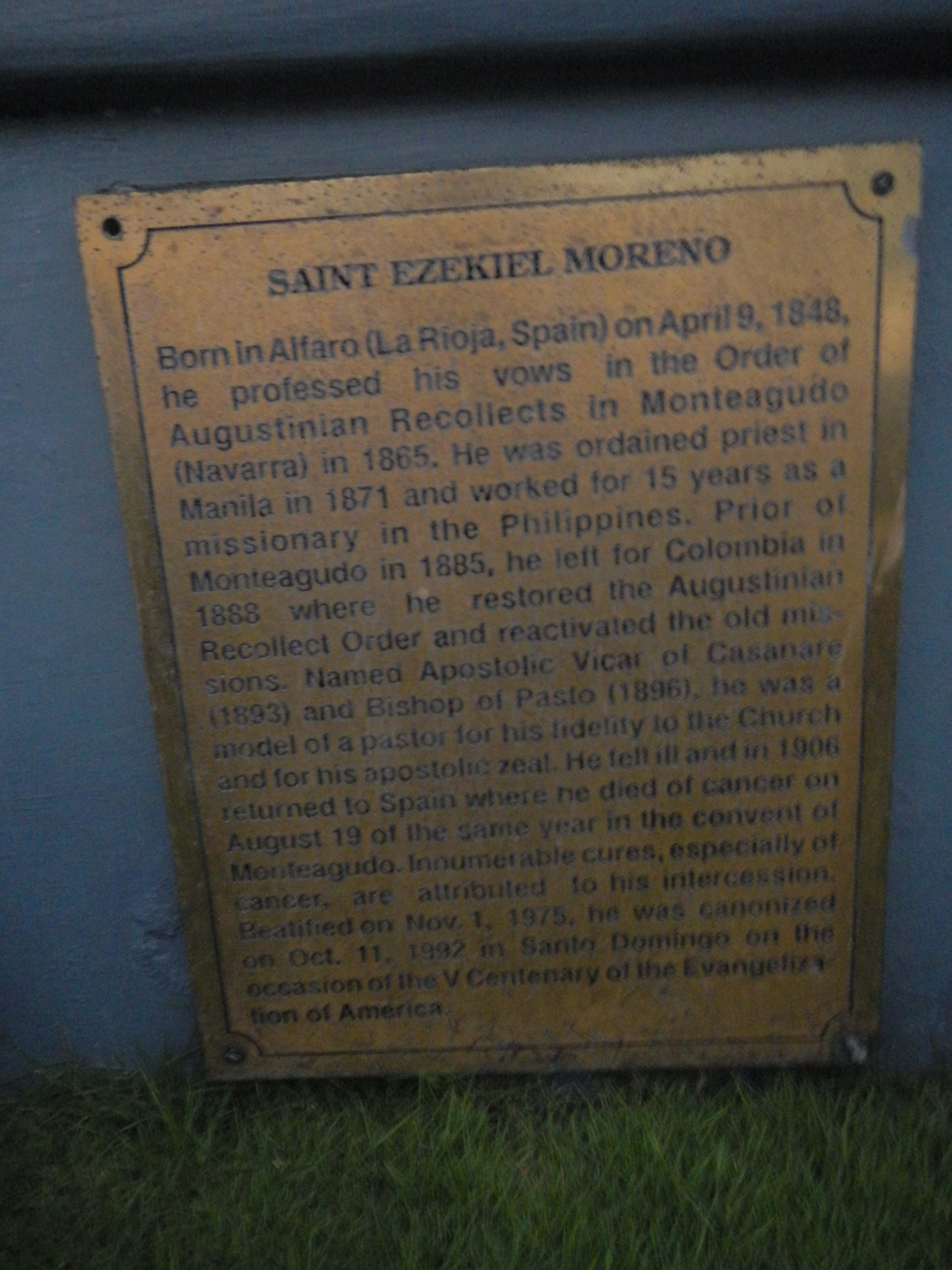
Dans la basilique Saint-Sébastien de Manille.

Fils de Felix Moreno et Maria Josefa Diaz, Ézéchiel Moreno entre dans l'ordre des augustins récollets le 21 septembre 1864 à Monteagudo (Navarre). À 21 ans, il fait partie d'un groupe d'une vingtaine de religieux augustins récollets envoyés en mission aux Philippines, et est ordonné prêtre à Manille (Philippines) le 3 juin 1871. Il y devient missionnaire. Durant quelque temps (1881), il est curé de la paroisse de Santa Cruz.
Revenu en Espagne car élu prieur du monastère de Monteagudo, il repart en mission lorsqu'il est de nouveau libre, cette fois en Colombie. Ordonné évêque en 1894, avec siège titulaire de Pinara, il est nommé vicaire apostolique de Casanare, puis évêque de Pasto en 1895.
Souffrant du cancer, il revient dans son pays natal où il meurt, à Monteagudo, le 19 août 1906. Il était reconnu pour sa générosité et sa charité par ses paroissiens.
En 1992, il est canonisé par le pape Jean-Paul II. Liturgiquement, il est commémoré le 19 août.

## Implication dans la politique colombienne
Comme la majorité des responsables du clergé colombien, Ézéchiel Moreno adhère aux idée du gouvernement conservateur de l'époque. Durant la guerre des Mille Jours, il fustige, dans ses lettres pastorales et prédications, le Parti libéral colombien et enjoint aux catholiques de « défendre leur religion avec des remingtons et des machettes », promettant l'absolution automatique.